# Brissarthe
Brissarthe ist eine Ortschaft und eine Commune déléguée in der französischen Gemeinde Les Hauts-d’Anjou mit 619 Einwohnern (Stand: 1. Januar 2022) im Kanton Tiercé im Arrondissement Segré im Département Maine-et-Loire und in der Region Pays de la Loire. Die Einwohner werden Brissarthois genannt.

## Geografie
Brissarthe liegt 52 Kilometer südöstlich von Le Mans und 28 Kilometer nordnordöstlich von Angers an der Sarthe.

## Geschichte
Hier kam es 866 zur Schlacht von Brissarthe, bei der sich die Franken gegen die aufrührerischen Bretonen schließlich zurückzogen, als ihre Anführer Robert der Tapfere und Ramnulf I. von Poitou fielen.
Die Gemeinde Brissarthe wurde am 15. Dezember 2016 mit Champigné, Contigné, Cherré, Marigné, Sœurdres und Querré zur neuen Gemeinde Les Hauts d’Anjou zusammengeschlossen.

## Bevölkerungsentwicklung
| 1962                       | 1968 | 1975 | 1982 | 1990 | 1999 | 2006 | 2013 |
| -------------------------- | ---- | ---- | ---- | ---- | ---- | ---- | ---- |
| 645                        | 621  | 519  | 514  | 521  | 528  | 599  | 621  |
| Quellen: Cassini und INSEE |      |      |      |      |      |      |      |

## Sehenswürdigkeiten
- Kirche Notre-Dame aus dem 11. Jahrhundert, seit 1965 Monument historique
- Herrenhaus La Coutardière aus dem 15./16. Jahrhundert, seit 2004 Monument historique

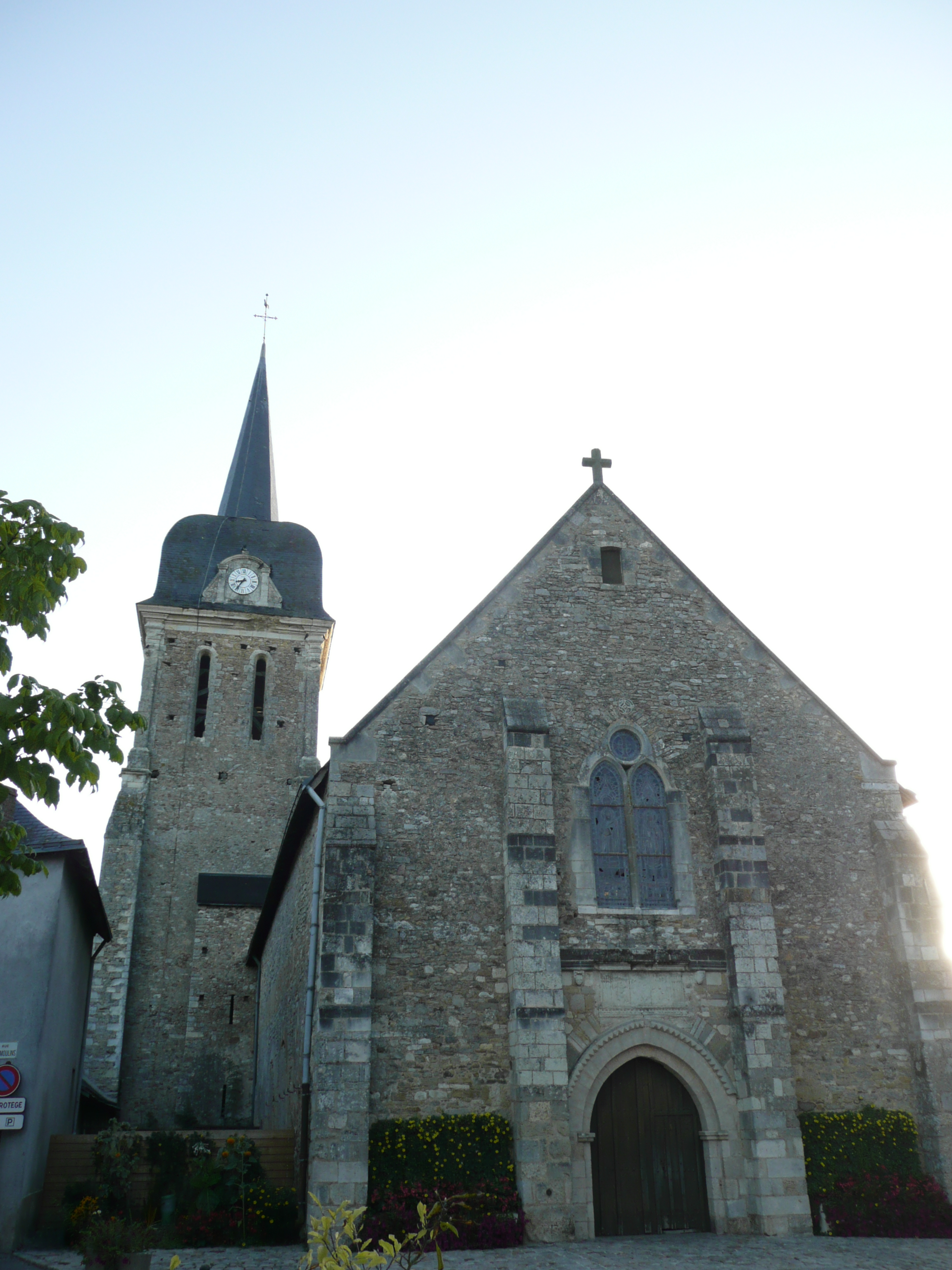
Kirche Notre-Dame
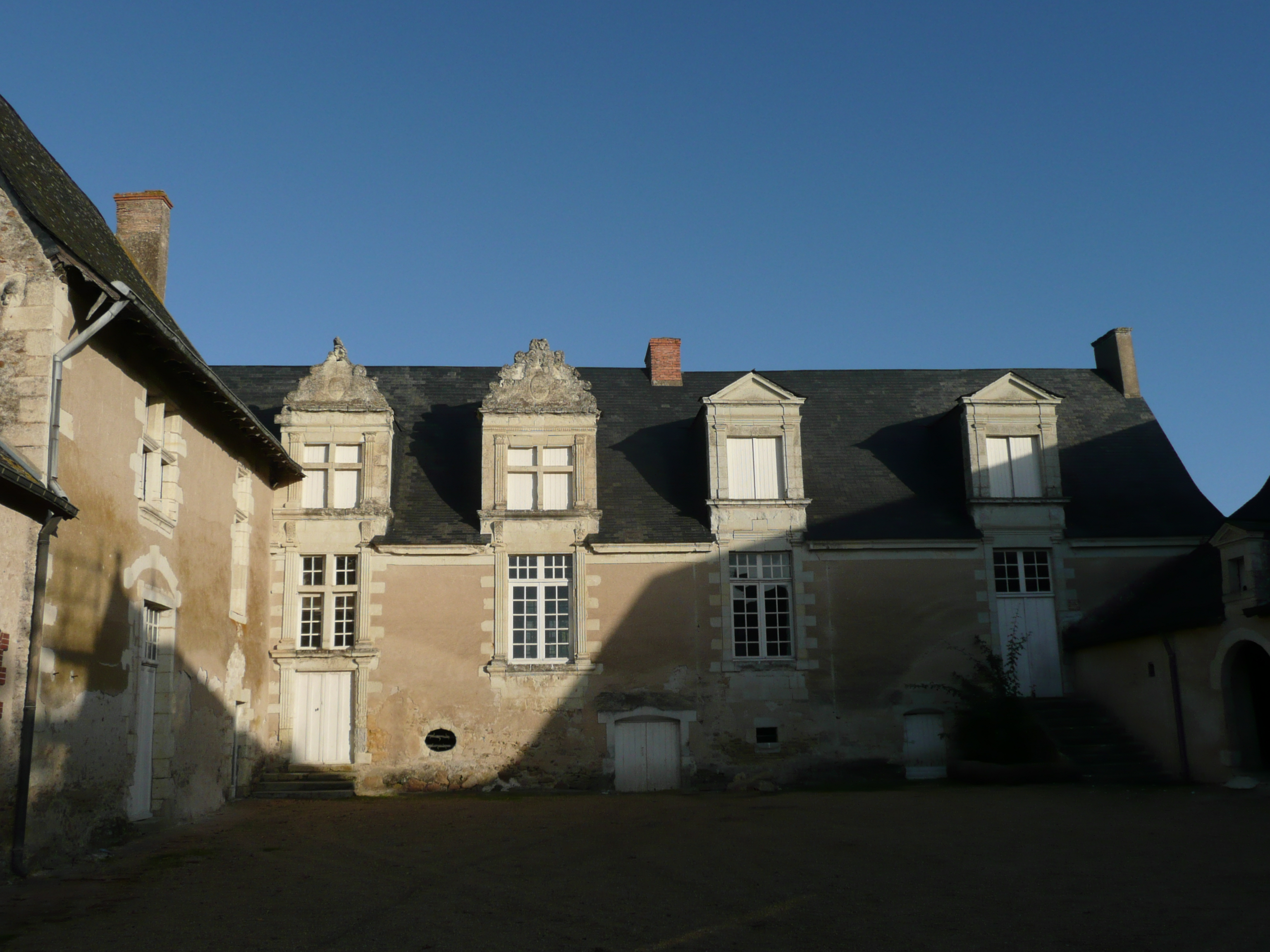
Herrenhaus La Coutardière

## Partnerschaften
Mit mehreren Ortsteilen der deutschen Stadt Heppenheim (Bergstraße) in Hessen besteht eine Partnerschaft.